# Chan Canasta
Chan Canasta (urodzony jako Chananel Mifelew, 9 stycznia 1920 w Krakowie, zm. 22 kwietnia 1999 w Londynie) – iluzjonista, pionier mentalizmu.
Urodził się w Krakowie. Większość jego rodziny została wymordowana podczas Holocaustu.
Działał w latach pięćdziesiątych i sześćdziesiątych. Karierę rozpoczął jako magik karciany (jego przezwisko pochodzi od popularnej gry karcianej – kanasty). Zasłynął jako magik sceniczny. W 1951 roku BBC nagrało pierwsze telewizyjne show z jego udziałem. Brał udział w ponad 350 wystąpieniach telewizyjnych.
Wśród prestidigitatorów Canasta jest ceniony za wynalezienie zasady zrezygnowania z doskonałości, w myśl której celowe popełnienie od czasu do czasu błędu sprawia, że ostateczny efekt wywiera silniejszy wpływ na widza. Brytyjski mentalista Derren Brown podaje Canastę jako główne źródło inspiracji.